# Coca-Cola Coliseum
Coca-Cola Coliseum je víceúčelová aréna nacházející se v Torontu v provincii Ontario v Kanadě. Otevření proběhlo v roce 1921. Aréna je domovským stadionem týmu AHL Toronto Marlies, který je záložním týmem klubu NHL Toronto Maple Leafs.
Komplex byl postaven v roce 1921 jako místo pro konání výstavy Canada National Exhibition. Během druhé světové války, v letech 1942 až 1945 hala sloužila jako tréninkové místo pro kanadskou armádu. Na modernizaci a rozšíření v roce 2003 významně přispěla japonská firma Ricoh a získala tím práva na pojmenování arény na patnáct let. V roce 2015 byl komplex dějištěm Panamerických her a během této události byl změněn název na Toronto Coliseum. V roce 2018 byla podepsána nová desetiletá sponzorská smlouva s Coca-Cola.
V Coliseu měli své koncerty Playboi Carti, Jimi Hendrix, The Doors, The Who, Genesis, Bob Dylan, Vanilla Fudge, Mötley Crüe, G.E.M. a Kraftwerk.